# Vaccinium bocatorense
Vaccinium bocatorense är en ljungväxtart som beskrevs av R.L. Wilbur. Vaccinium bocatorense ingår i Blåbärssläktet, och familjen ljungväxter. Inga underarter finns listade i Catalogue of Life.